# Andre Gray
Andre Anthony Gray (ur. 26 czerwca 1991 w Wolverhampton) – jamajski piłkarz pochodzenia angielskiego, występujący na pozycji napastnika, reprezentant Jamajki.